# Varacosa
Varacosa Chamberlin & Ivie, 1942 è un genere di ragni appartenente alla famiglia Lycosidae.

## Distribuzione
Le sei specie sono state rinvenute in America settentrionale: la V. hoffmannae in Messico; le altre 5 specie fra USA e Canada.

## Tassonomia
Rimossa dalla sinonimia con Trochosa C.L. Koch a seguito di un lavoro degli aracnologi Jiménez & Dondale del 1988.
Non sono stati esaminati esemplari di questo genere dal 2008.
Attualmente, a dicembre 2021, si compone di 6 specie:
- Varacosa apothetica (Wallace, 1947) — USA
- Varacosa avara (Keyserling, 1877)[2] — USA, Canada
- Varacosa gosiuta (Chamberlin, 1908) — USA
- Varacosa hoffmannae Jiménez & Dondale, 1988 — Messico
- Varacosa parthenus (Chamberlin, 1925) — USA
- Varacosa shenandoa Chamberlin & Ivie, 1942 — USA, Canada